# Bojan Balgaranow

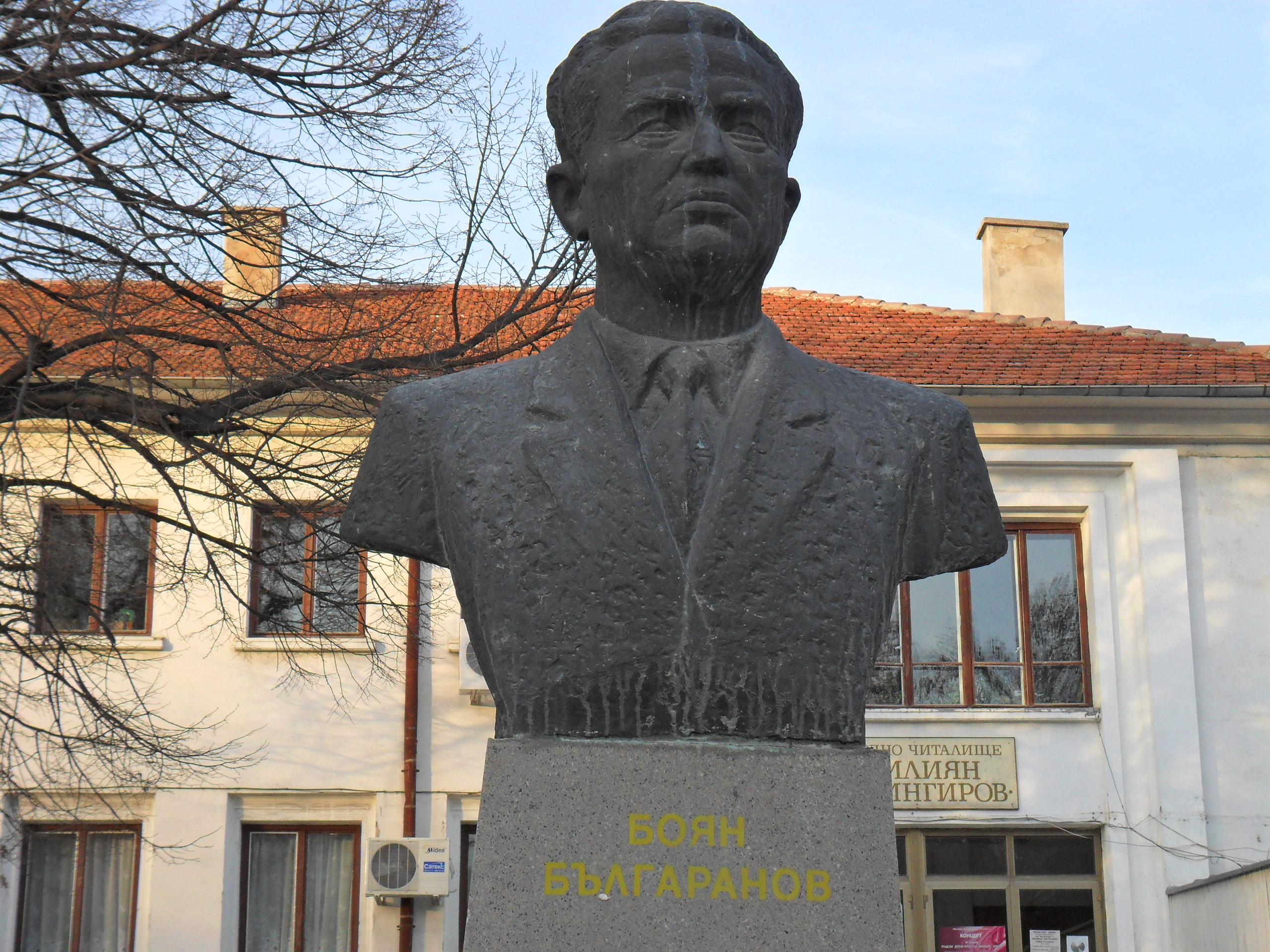
Büste für Bojan Balgaranow, 2010

Bojan Petkow Balgaranow (bulgarisch Боян Петков Българанов; * 20. Oktober 1896 in Schumen; † 26. Dezember 1972 in Sofia) war ein bulgarischer Politiker.

## Leben
Bojan Balgaranow trat 1920 der Bulgarischen Kommunistischen Partei bei. 1922 besuchte er die Generalstabsakademie in Moskau. Wegen revolutionärer Tätigkeiten wurde er 1924 in Bulgarien zum Tode verurteilt, jedoch im Jahr 1933 amnestiert. Er emigrierte dann in die Sowjetunion und arbeitete in der Komintern mit. Balgaranow kehrte nach Bulgarien zurück und wurde 1937 Mitglied des Zentralkomitees der Bulgarischen Kommunistischen Partei. Von 1941 bis 1944 war er an führender Stelle im bewaffneten Kampf beteiligt.
1956 wurde er Sekretär des Zentralkomitees. Dem Politbüro des Zentralkomitees gehörte er ab 1957 an. Von 1967 bis 1972 war er Vorsitzender des Nationalrates der Vaterländischen Front Bulgariens. In den Jahren 1971 und 1972 gehörte er dem bulgarischen Staatsrat an.
Balgaranow wurde als Held der Volksrepublik Bulgarien, als Held der sozialistischen Arbeit und mit dem Dimitroffpreis ausgezeichnet.

## Weblink
- Bulgarska Komunisticheska Partia: Politbüro

| Personendaten    | Personendaten                                                                                          |
| ---------------- | --- |
| NAME             | Balgaranow, Bojan                                                                                      |
| ALTERNATIVNAMEN  | Balgaranow, Bojan Petkow (vollständiger Name); Българанов, Боян Петков (bulgarisch); Bylgaranow, Bojan |
| KURZBESCHREIBUNG | bulgarischer Politiker                                                                                 |
| GEBURTSDATUM     | 20. Oktober 1896                                                                                       |
| GEBURTSORT       | Schumen                                                                                                |
| STERBEDATUM      | 26. Dezember 1972                                                                                      |
| STERBEORT        | Sofia                                                                                                  |